# Palazzo Della Valle
Palazzo Della Valle si trova a Roma in corso Vittorio Emanuele II al numero 101; appartenuto alla famiglia romana Della Valle e ad altre famiglie, dal 1948 è sede della Confederazione Generale dell'Agricoltura.

## Storia del palazzo

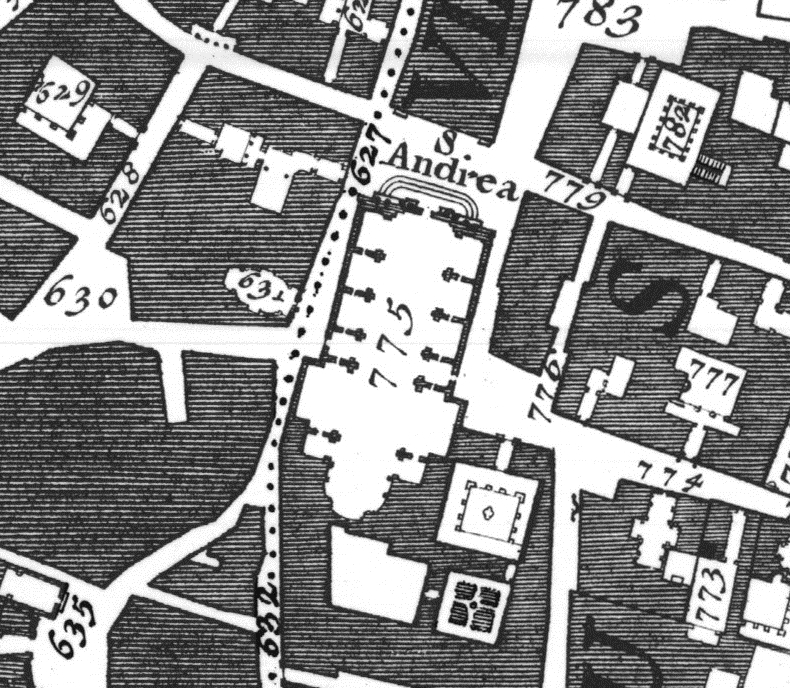
Al n.782 della Pianta di Roma del Nolli il cortile del palazzo Della Valle

Il palazzo, la cui costruzione venne iniziata nel 1508, per volere del cardinale Andrea Della Valle, secondo il Vasari fu realizzato da Lorenzo Lotti (detto il Lorenzetto, scultore ed architetto legato a Raffaello); intorno al 1517 venne ampliato con l'incorporazione di case attigue appartenenti alla famiglia e portato a termine nel 1523. 

Alcune similitudini con elementi stilistici rappresentati nelle facciate hanno fatto ipotizzare da altri l'intervento di Antonio da Sangallo il Giovane e Andrea Sansovino. Il palazzo costruito sulla antica via papalis, ne assecondò l'andamento curvilineo da cui ne derivò l'aspetto leggermente convesso della facciata principale. L'edificio subì nel tempo diversi rimaneggiamenti e risale al tardo '800 l'apertura dei negozi al piano terreno, in sostituzione delle originarie finestre cinquecentesche architravate.

Le decorazioni del salone principale con soffitto a rosoni e girali e pareti affrescate, sono stati attribuiti alla scuola di Giulio Romano, attiva secondo il Vasari nel palazzo, o a Raffaellino del Colle. 

La dimora era ricordata per la sistemazione del cortile e del giardino pensile, dove erano raccolte in un complesso ordine ben 238 opere antiche ritrovate (e restaurate) e facenti parte della collezione del cardinale, che rimase una delle più ricche e famose del tempo. Possiamo trovare un importante precedente nel giardino del famoso palazzo di via Larga a Firenze (dimora dei Medici), che pullulava anch'esso di opere d'arte.

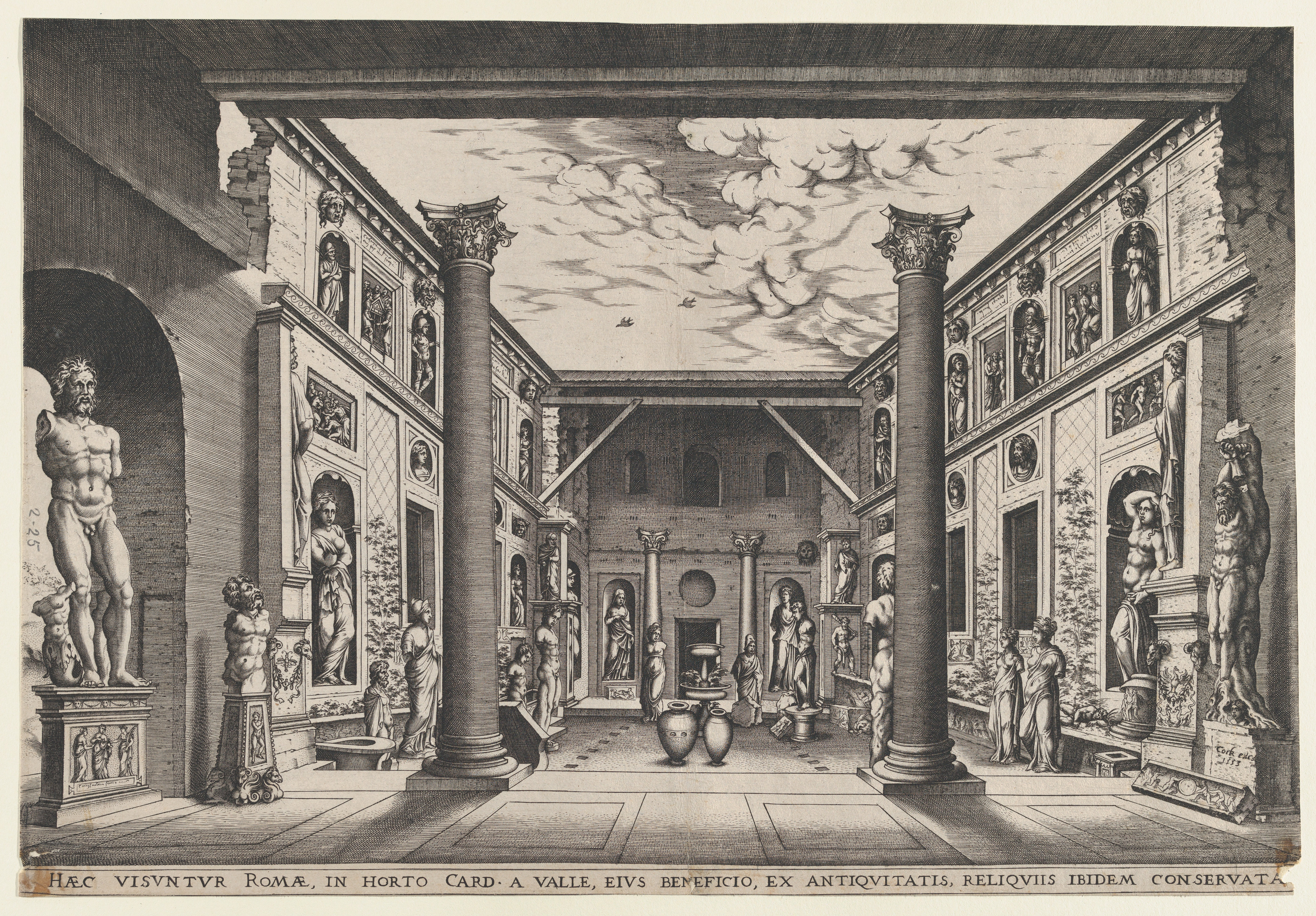
Raccolta antiquaria nel cortile del palazzo Della Valle

Il cardinale era un collezionista e possedeva pezzi antichi che desiderava mostrare in ogni luogo della sua dimora, non solo in uno studiolo come accadeva precedentemente.
Vasari lo vede come iniziatore di una nuova fase del collezionismo: "il primo che mettessi insieme le cose antiche e le faceva restaurare". Dunque secondo Vasari, il cardinale Della Valle sarebbe il primo collezionista rinascimentale a far restaurare opere d'arte antiche, inserendole nel loro giusto contesto: statue entro nicchie, busti entro clipei.
Tale collezione tuttavia subì diverse cessioni per motivi economici già a partire dal 1584 quando Ferdinando de Medici ne acquistò una parte consistente per abbellire la propria villa al Pincio, per essere definitivamente ceduta dagli eredi sul finire del XIX secolo.